# La Conspiration des ténèbres
La Conspiration des ténèbres (titre original : Flicker) est un roman de Theodore Roszak, paru en 1991.

## Résumé
Jonathan Gates, personnage principal du roman, étudie le cinéma à l'université de Californie. Il fréquente régulièrement une petite salle de cinéma Underground, le Classic, cogéré par Clarissa Swan et Don Sharkey, le projectionniste. Il sympathise rapidement avec les deux personnes, et devient bientôt l'amant de Clarissa (Clare).
Il découvre, grâce au Classic, un réalisateur de films muets d'avant guerre, Max Castle. Celui-ci a d'abord commencé sa carrière en Allemagne, entre les deux guerres mondiales, avant d'émigrer aux États-Unis, à la suite de l'accession au pouvoir des nazis.
Les films de Max Castle mettent mal à l'aise, sans pour autant que l'on sache toujours pourquoi. Cela est en fait dû à des techniques particulières permettant de cacher des images dans le film… Ainsi, les films de Max Castle se révèlent être truffés de messages subliminaux, que permet de découvrir un appareil spécial que Zip Lipsky, le cameraman de Castle, appelle Sallyrand.
Le réalisateur a reçu ces techniques de l'Église des Orphelins de la Tempête, où il a été élevé. Cette Église est la descendante du mouvement cathare, dont les fidèles furent exterminés au Moyen Âge par l'Église catholique. Avec l'aide très précieuse de Clare, le protagoniste soutient une thèse sur Max Castle. Ainsi, il fait redécouvrir au monde ce mystérieux réalisateur. Les messages subliminaux de ses films sont fortement imprégnés des dogmes de sa religion. Alors que John Gates est devenu chercheur, l'Église des Orphelins se trouve finalement un nouveau réalisateur, Simon Dunkle, qui semble être aussi doué, sinon plus, que son prédécesseur. John Gates le rencontre et commence un article sur ce prodige de 18 ans à peine, toujours contrôlé par son Église. Au cours de ses recherches, Gates découvre que celle-ci semble avoir des projets destructeurs pour l'humanité, précisément pour l'année 2014. Les Orphelins de la Tempête achètent des orphelins qu'ils forment à différents métiers (biologie, physique nucléaire, et bien sûr métiers du cinéma) ; ils sont ensuite officieusement missionnés pour faire avancer les techniques d'armement les plus destructrices, et servir ainsi la cause de leur Église. Ces dernières informations sont fournies par Angelotti, un prêtre de l'Oculus Dei, chargé de surveiller les activités des Orphelins.
Jonathan Gates, qui en sait maintenant beaucoup sur la secte, se voit proposer de rencontrer l'un des plus anciens membres de l'Église cathare, en France. Mais ce n'est qu'un piège destiné à faciliter son élimination. Il se retrouve un beau jour sur une île perdue au milieu de l'océan Indien, avec comme geôliers un nouveau couple d'indigènes qui se renouvelle tous les mois. L'île abrite un autre prisonnier, qui n'est autre que Max Castle lui-même, isolé parce qu'il en savait trop sur les orphelins et qu'il menaçait comme Gates de faire connaître au monde leurs projets. On apprend que Clarissa Swan disparaît elle aussi mystérieusement. Après des mois d'isolement, Jonathan Gates décide d'écrire ses mémoires ; c'est le début du roman.